# Glénat
Glénat – miejscowość i gmina we Francji, w regionie Owernia-Rodan-Alpy, w departamencie Cantal.
Według danych na rok 1990 gminę zamieszkiwało 271 osób, a gęstość zaludnienia wynosiła 11 osób/km² (wśród 1310 gmin Owernii Glénat plasuje się na 583. miejscu pod względem liczby ludności, natomiast pod względem powierzchni na miejscu 321.).